# Kébert Bastien
Kébert Bastien (Keb), est un artiste engagé, jeune chanteur et musicien haïtien, né un 19 février à Saint Louis du Nord.

## Biographie
Kébert Bastien est né à Saint Louis du Nord un 19 février. Élevé dans une famille protestante, l'artiste est cependant un passionné des sons folkloriques haïtiens. De 2007 à 2011, il étudie les relations internationales à l'Académie Nationale Diplomatique et Consulaire (ANDC). Pour étudier la Sociologie, il a intégré en 2011 la Faculté des Sciences Humaines de l’Université d’État d’Haïti. Il contribue aussi au travail d'une revue titrée "Boubou Mag" en faveur des jeunes écoliers pour les aider à grandir avec une conscience patriotique.

### Carrière musicale
Keb a reçu à l'âge de treize ans sa première guitare de sa mère. Le 30 mai 2014, il a signé à la Faculté des sciences humaines "Merde" son premier album avec lequel il a remporté un prix pour les Caraïbes au Québec. Il a sorti également en 2015 l’album "Pwenn fè pa/100 an lokipasyon" et plus tard "Ecole Nord Mâle". Sa voix fait écho dans de nombreuses activités culturelles à travers le pays, notamment le Vendredi Littéraire, le Marathon du Livre. Il a publié en 2020  "Barikad Lanmou". Sélectionné par le pré-jury, il a été parmi les 10 finalistes du Prix Découvertes RFI 2021,. II a exposé le 19 octobre 2021, les tableaux issus de l’album "École Nord Mâle" illustrés par le plasticien Francisco Silva, cet album chanté en français et en créole haïtien qui traite de la thématique de l’éducation en Haïti. Le 20 mars 2022, il a donné un concert virtuel «L’homme lumière» réalisé par l’Institut français en Haïti dans le cadre de la Quinzaine de la francophonie. L'artiste en a profité pour donner un avant gout de son album: "Mon Général Soleil, mon Kamoken" où il met en musique les œuvres de Jacques Stephen Alexis.

## Distinctions
- Finaliste du Prix Découvertes RFI 2021

## Discographie

### Album
- 2014, Merde
- 2015, Pwenn fè pa/100 an lokipasyon
- 2017, École Nord-Mâle, 13 titres[9]
- 2020, Barikad Lanmou